# 国際連合安全保障理事会決議69
国際連合安全保障理事会決議69（こくさいれんごうあんぜんほしょうりじかいけつぎ69、英: United Nations Security Council Resolution 69, UNSCR69）は、1949年3月4日に国際連合安全保障理事会で採択された決議。
イスラエルの国連の一員としての適性を考慮し、安全保障理事会がイスラエルの平和を愛好する状態であるとの判断を下した上で、総会にイスラエルを加盟国とする旨を推奨するものである。
決議は、1票（エジプト）の反対とイギリスの棄権がありながらも9票の賛成で採択された。すなわち賛成を投じたのは、中国（ROC）、フランス、アメリカ、ソビエト連邦、アルゼンチン、カナダ、キューバ、ノルウェー、ウクライナSSRである。